# Чорнокунці
Чорноку́нці —  село в Україні, в Яворівському районі Львівської області. Населення становить 20 осіб. Орган місцевого самоврядування - Яворівська міська рада.

## Релігія

### Православні
Перші відомості про церкву в селі датуються 1578 р. У 1705 р. вона отримала привілей від власника поселення Мартина Торжковського. Теперішній дерев`яний храм Перенесення мощей св Миколая Чудотворця (22 травня) постав на місці давнішого, у 1827 році.
В радянський період,  з 1961 по 1986 рр., церква була зачиненою. 
З 1986 р. по сьогодні  храм у користуванні  УПЦ Київського Патріархату. Настоятель (з 1986 р.) митр. прот. Михайло Цебенко.